# Histoire des Juifs en Zambie
L'histoire des Juifs en Zambie se caractérise par la présence d'une faible communauté depuis le XIXe siècle, jouant un rôle notable dans l'histoire du pays.

## Histoire

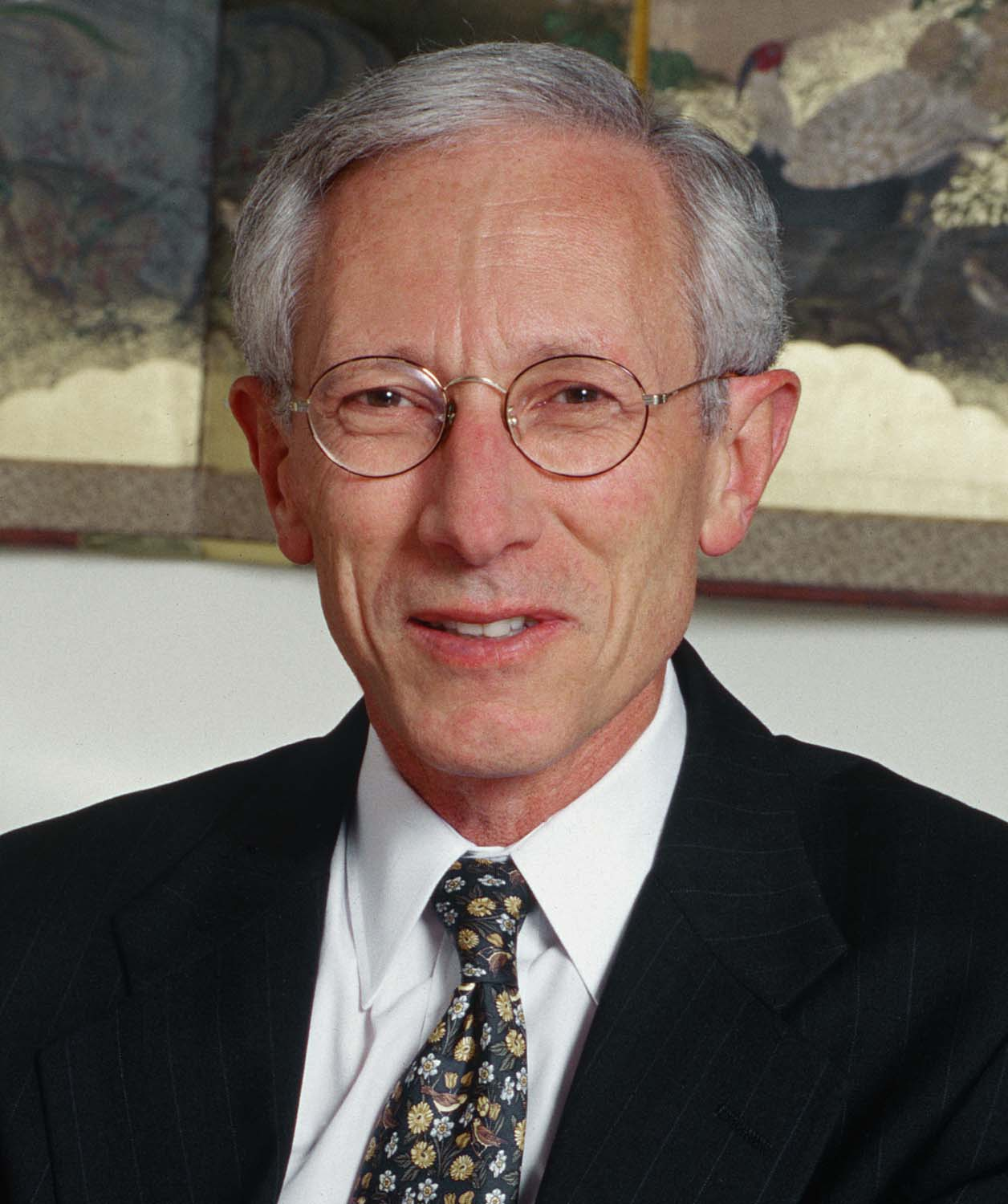
Stanley Fischer est issue d'une famille juive de Rhodésie du Nord (actuelle Zambie).

À partir de la fin du XIXe siècle, de nombreux Juifs originaires de Lituanie et de Lettonie sont venus en Zambie (alors appelée Rhodésie du Nord), cherchant une prospérité économique. Ils se sont installés en premier lieu à Livingstone et à Broken Hill. Les colons juifs ont été parmi les premiers Européens à venir sur ce territoire et ont joué un rôle important dans le développement de l'élevage bovin et de l'extraction du cuivre.
Livingstone avait déjà une congrégation juive permanente de 38 membres en 1905. Le premier mariage juif en Zambie s'est fait en 1910. 110 Juifs vivaient en Zambie en 1921 et cette population a augmenté au cours des deux décennies suivantes. Au milieu des années 1950, la population juive de Zambie a atteint son sommet, entre 1 000 et 1 200 membres, conséquence de l'arrivée de nouvelles populations. Il s'agissait notamment de Juifs européens, arrivés avant et après l'Holocauste.  
Les Juifs étaient actifs et importants dans la vie politique zambienne avant que la Zambie ne devienne indépendante en 1964. L'un des Juifs zambiens les plus notoires est Simon Zukas, qui a joué un rôle clé dans la lutte zambienne pour l'indépendance dans les années 1950 puis est devenu ministre après l'indépendance.
Beaucoup de Juifs ont quitté la Zambie et ont immigré dans d'autres pays dans les années 1960, avec seulement 600 Juifs vivants en Zambie en 1968. Seulement environ trente-cinq Juifs vivent actuellement en Zambie, et presque tous vivent à Lusaka.